# Iazovir Konuș
Iazovir Konuș este o arie protejată (arie de protecție specială avifaunistică — SPA) din Bulgaria întinsă pe o suprafață de 37,68 ha, integral pe uscat.

## Localizare
Centrul sitului Iazovir Konuș este situat la coordonatele 42°04′47″N 25°02′06″E / 42.0797°N 25.035°E.

## Înființare
Situl Iazovir Konuș a fost declarat arie de protecție specială avifaunistică în martie 2007 pentru a proteja 49 de specii de animale.

## Biodiversitate
Situată în ecoregiunea continentală, aria protejată nu include niciun habitat protejat.
La baza desemnării sitului se află mai multe specii protejate de  păsări (49): fluierar de munte (Actitis hypoleucos), pescăruș albastru (Alcedo atthis), rață sulițar (Anas acuta), rață lingurar (Anas clypeata), rață pitică (Anas crecca), rață fluierătoare (Anas penelope), rață mare (Anas platyrhynchos), rață cârâitoare (Anas querquedula), gârliță mare (Anser albifrons), stârc cenușiu (Ardea cinerea), stârc roșu (Ardea purpurea), ciuf de câmp (Asio flammeus), rață roșie (Aythya nyroca), buhai de baltă (Botaurus stellaris),  prundaș gulerat mic (Charadrius dubius), chirighiță-cu-aripi-albe (Chlidonias leucopterus), erete de stuf (Circus aeruginosus), dumbrăveancă (Coracias garrulus), lebădă de iarnă (Cygnus cygnus), lebădă de vară (Cygnus olor), egretă albă (Egretta alba), egretă mică (Egretta garzetta), lișiță (Fulica atra), becațină comună (Gallinago gallinago), găinușă de baltă (Gallinula chloropus), Hieraaetus fasciatus, stârc pitic (Ixobrychus minutus), sfrâncioc roșiatic (Lanius collurio), sfrânciocul cu frunte neagră (Lanius minor), pescăruș argintiu (Larus cachinnans), pescăruș râzător (Larus ridibundus), sitar de mâl (Limosa limosa), prigoare (Merops apiaster), stârc de noapte (Nycticorax nycticorax), vultur pescar (Pandion haliaetus), pelican creț (Pelecanus crispus), cormoran mare (Phalacrocorax carbo), cormoran mic (Phalacrocorax pygmeus), bătăuș (Philomachus pugnax), țigănuș (Plegadis falcinellus), corcodel mare (Podiceps cristatus), corcodel-cu-gât-negru (Podiceps nigricollis), cristei de baltă (Rallus aquaticus), corcodel mic (Tachybaptus ruficollis), călifar alb (Tadorna tadorna), fluierar de mlaștină (Tringa glareola), fluierarul de zăvoi (Tringa ochropus), fluierar de lac (Tringa stagnatilis), nagâț (Vanellus vanellus)
Pe lângă speciile protejate, pe teritoriul sitului au mai fost identificate 1 specie de păsări.